# Charles Mackerras
Alan Charles Mackerras (Schenectady, Nueva York, 17 de noviembre de 1925 - Londres, Reino Unido, 14 de julio de 2010) fue un director de orquesta australiano, especialista en repertorio barroco y clásico y en haber impulsado la difusión de la música checa, en especial la obra de Leoš Janáček así como sus series de grabaciones de óperas en inglés y operetas del binomio Gilbert y Sullivan.
En una entrevista con The Spectator of London en 2006 expresó:  «Si por algo seré recordado, probablemente será por Janáček. Nadie tuvo que decirme que Mozart, Haydn o Händel fueron grandes compositores, incluso si supe iluminar facetas en sus obras que nunca antes habían sido oídas, mientras que con Janáček nadie había hablado por él».

## Vida
Nació en los Estados Unidos, hijo de padres australianos. El mayor de siete hijos, a muy corta edad volvió a Sídney. Primero estudió la flauta y luego el oboe en Sídney, antes de interesarse por la dirección de orquesta. Se afincó en Inglaterra en 1946. Marchó a Praga para seguir los cursos de Václav Talich. Esta formación le marcó definitivamente.
A partir de 1948, Mackerras trabaja en Londres, donde dirige el Teatro Sadler's Wells (donde se hará cargo de la dirección musical y artística hasta 1977) luego, paralelamente, en el Covent Garden. Es Mackerras quien estrena Katia Kabanová en Londres en 1951 Entre 1961 y 1970, actúa con frecuencia en Alemania, donde es sucesivamente director invitado permanente en la Ópera Estatal de Berlín (1961-1963) luego de Hamburgo (1965-1970).
En 1972, debutó en el Metropolitan Opera, en 1973 en la Ópera de París, año en que regresó a Sídney a inaugurar la Ópera de Sídney.
Es ciudadano de honor de la ciudad de Praga, donde dirige regularmente la orquesta filarmónica en los años 1980.
Mackerras dirigió la Ópera Nacional de Gales de 1987 a 1992, donde fueron particularmente alabadas sus interpretaciones de obras de Janáček. Uno de los momentos cumbre de la temporada de 1991 fue la reapertura del Teatro Estatal de Praga, escenario de la primera representación de Don Giovanni, en la que Mackerras dirigió una nueva producción de esa ópera para celebrar el bicentenario de la muerte de Mozart. Como director emérito de la Ópera Nacional Galesa, sus éxitos incluyen Tristán e Isolda, The Yeoman of the Guard, y La clemenza di Tito producciones, todas ellas, que llevó a Londres.
Fue el principal Director invitado de la Orquesta de Cámara escocesa desde 1992 hasta 1995 y de la Orquesta Filarmónica Real desde 1993 hasta 1996. En este mismo período fue también el principal director invitado de la Ópera de San Francisco. De 1998 a 2001 fue director musical de la Orquesta de San Lucas.
En 2004 se convirtió en principal director invitado de la Orquesta Philharmonia. También tiene ese cargo en la Orquesta Filarmónica Checa, con lo que se reconoce su conocimiento de la música checa. Con la Royal Opera House, ha dirigido recientemente producciones de Romeo y Julieta de Gounod y Sémele de Händel. Mackerras también ha tenido una larga asociación con la Metropolitan Opera y recientemente ha dirigido El caso Makropulos, Katia Kabanová y La flauta mágica con esa compañía.
En 1947 se casó con la clarinetista Helena Judy Wilkins con quien tuvo dos hijas, Fiona (fallecida en 2006) y Catherine.
Mackerras murió después de una larga batalla contra el cáncer el 14 de julio de 2010.

## Repertorio
Charles Mackerras fue un admirado director de orquesta y se le considera depositario de la gran tradición de dirección orquestal checoslovaca encarnada por Rafael Kubelík y Karel Ančerl, experto por excelencia en las óperas de Leoš Janáček, que ha contribuido a difundir en los escenarios occidentales y en una celebrada serie de registros integrales.
Pero también fue especialista en las operetas de Gilbert y Sullivan, su renombre internacional viene sobre todo por su larga historia de amor con el repertorio barroco y clásico: es como especialista de las obras de Henry Purcell, Georg Friedrich Haendel, Christoph Willibald Gluck y Wolfgang Amadeus Mozart como ha triunfado Mackerras en una época en que las óperas de Janáček no eran más que curiosidades. En ese repertório Mackerras se volcaba utilizando por ejemplo las mismas partituras que sirvieron a Haendel en el estreno de algunas de sus obras y buscando los condicionantes, así como los estilos de canto de la época de las óperas mozartianas, en las que se destacó como uno de sus más fieles traductores.
Su grabación con instrumentos de época de El Mesías de Händel (1969) hizo historia y queda como una grabación de gran calidad gracias a sus notables solistas (Janet Baker, Elizabeth Harwood, Robert Tear entre otros). Asimismo su Roberto Devereux, primera grabación completa de la ópera de Donizetti con Beverly Sills y su serie histórica de operetas de Gilbert and Sullivan: Trial by Jury, H.M.S. Pinafore, The Pirates of Penzance, The Mikado y The Yeomen of the Guard.
Su legado discográfico es vastísimo, grabó dos veces las Nueve Sinfonías de Beethoven, la integral de sinfonías de Brahms y Mozart y en 1986 reconstruyó de memoria el Concierto para Cello de Arthur Sullivan cuyo original se perdió en un incendio y él había tocado en 1953.
Al principio de su carrera, Mackerras llamó la atención por su gran sentido del color, lo que le sirvió en el momento de abordar las obras de Janacek y Puccini. A esas cualidades agregó posteriormente un sentido dramático particularmente sereno y amplio, así como un interés profundo en la precisión del texto y del estilo interpretativo.

## Discografía seleccionada
- Donizetti: Mary Stuart / Mackerras, Janet Baker - en inglés
- Donizetti: Maria Stuarda / Mackerras, Janet Baker, Pauline Tinsley, etc.
- Donizetti: Roberto Devereux / Mackerras, Beverly Sills.
- Donizetti: Lucia di Lammermoor / Mackerras, Andrea Rost, Anthony Michaels-Moore, Bruce Ford, Alastair Miles.
- Dvorak: Poemas sinfónicos, Mackerras (Supraphon) (*)
- Dvorák: Rusalka / Mackerras, Renée Fleming, Ben Heppner.
- Dvorak, Dohnanyi: Cello Concertos / Wallfisch, Mackerras
- Handel: Julius Caesar / Mackerras, Janet Baker, John Tomlinson.(*)
- Handel: Israel In Egypt / Mackerras, Leeds Festival Chorus
- Handel: Messiah / Mackerras, Harwood, Baker, Esswood
- Handel - Mozart: Messiah / Mackerras, Felicity Lott, Palmer, Langridge - 1988
- Janáček: Káťa Kabanová/ Mackerras, Elisabeth Söderström, 1976
- Janáček: Káťa Kabanová / Mackerras, Gabriela Benackova, Straka, 1996
- Janáček: Jenůfa/ Mackerras, Elisabeth Söderström, Eva Randova, Lucia Popp, Peter Dvorsky.
- Janáček: Věc Makropulos (El caso Makropulos) / Mackerras, Elisabeth Söderström, Dvorsky, 1976
- Janáček: De la casa de los muertos / Mackerras, 1980
- Janáček: Osud / Mackerras, Field
- Janáček: Glagolitic Mass; Kodály: Psalmus / Mackerras
- Janáček: La zorra astuta / Mackerras, Lucia Popp, Gertrude Jahn, Zuzana Hudecová, Miriam Ondráskova, Peter Saray (*)
- Janáček: Sarka / Mackerras, Urbanova, Straka, Brezina, 2000
- Janáček: Sinfonietta (Janáček), Taras Bulba / Mackerras, Vienna Philharmonic
- Mahler: Des Knaben Wunderhorn / Mackerras, Ann Murray, Thomas Allen
- Martinů: Field Mass, Double Concerto/ Mackerras
- Martinů: The Greek Passion / Mackerras, Mitchinson, Field.
- Mozart: Sinfonías 38-41 / Mackerras, Scottish Chamber Orchestra (*)
- Mozart: Così fan tutte / Mackerras, Felicity Lott, Carol Vaness, Jerry Hadley.
- Mozart: Die Zauberflöte / Mackerras, Barbara Hendricks, June Anderson, Jerry Hadley, Thomas Allen, Robert Lloyd.
- Mozart: Don Giovanni / Mackerras, Bo Skovhus, Christine Brewer, Felicity Lott, Corbelli, Etc
- Mozart: Idomeneo / Mackerras, Ian Bostridge, Lorraine Hunt Lieberson, Lisa Milne, Barbara Frittoli.
- Mozart: La clemenza di Tito / Kozenà, Mackerras.
- Mozart: Le nozze di Figaro / Mackerras, Miles, Focile, Vaness, Mentzer, Corbelli.
- Mozart: El rapto en el serrallo / Mackerras, Peter Rose, Désirée Rancatore, Paul Groves.
- R. Strauss: Salome / Mackerras, Bullock - en inglés
- R. Strauss: Die Liebe Der Danae / Mackerras
- Sullivan: Los piratas de Penzance, Mackerras (Telarc) (*)
- Verdi: La Traviata / Mackerras, Masterson - en inglés
- Delius: A Village Romeo and Juliet / Mackerras, Helen Field, Arthur Davies, Thomas Hampson.

(*) sus cinco mejores registros de acuerdo a The Guardian

## Distinciones
- 1974: Caballero de la Orden del Imperio Británico.
- 1979: Nombrado Caballero por sus servicios a la música.
- 1996: Medalla al Mérito de la República Checa.
- 1997: Compañero de la Orden de Australia.
- 2003: Compañero de la "Orden de los Compañeros de Honor".
- 2005: Medalla de oro de la Real Sociedad Filarmónica.
- 2007: Director Emérito de la Orquesta Filarmónica de Brno.

Fue el primer receptor de la Medalla de la Reina a la Música.